# サンティ・ジョヴァンニ・エ・パオロ聖堂
座標: 北緯45度26分21秒 東経12度20分32秒 / 北緯45.4392度 東経12.3421度

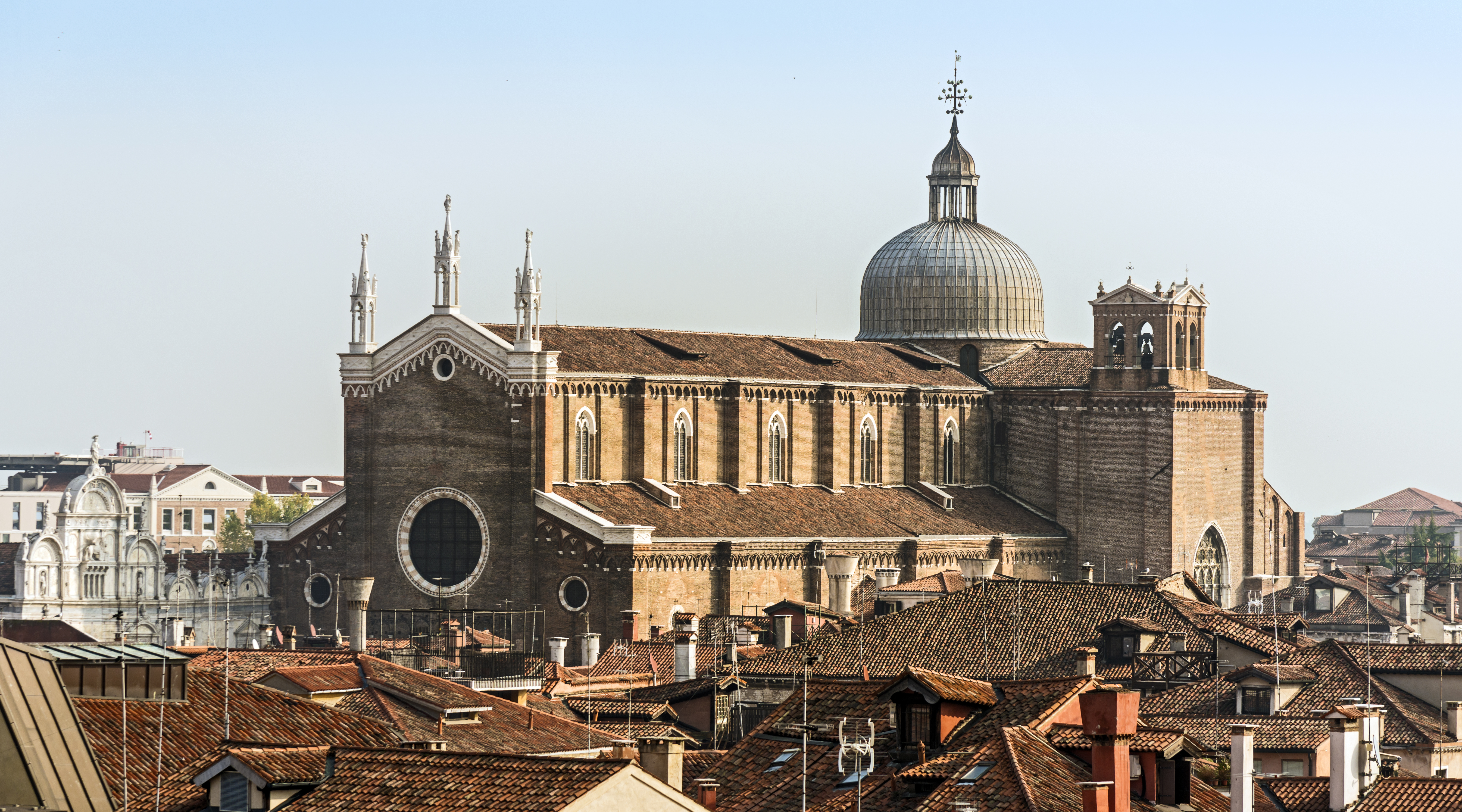
サンティ・ジョヴァンニ・エ・パオロ聖堂

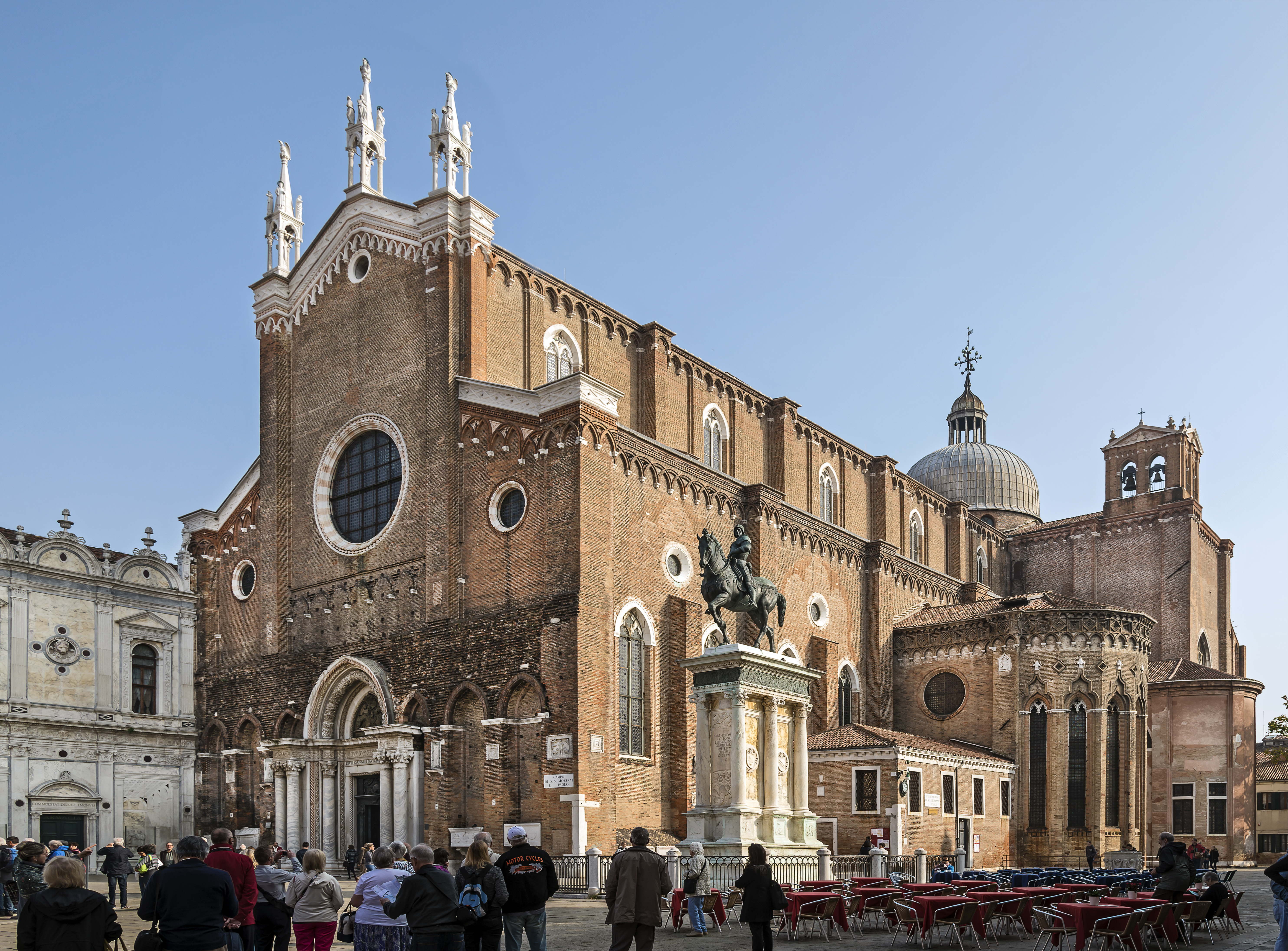
サンティ・ジョヴァンニ・エ・パオロ聖堂の正面

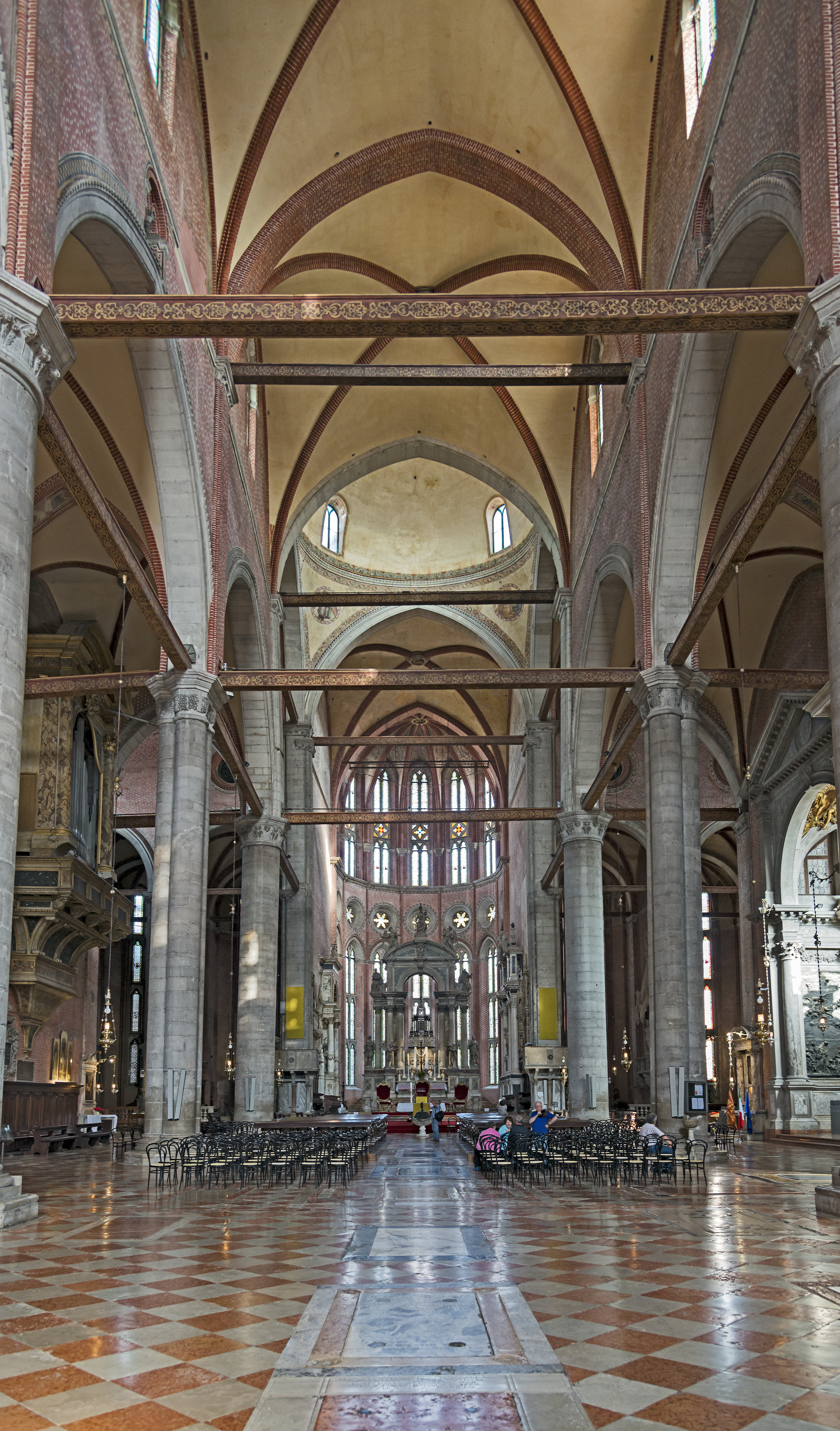
聖堂内部

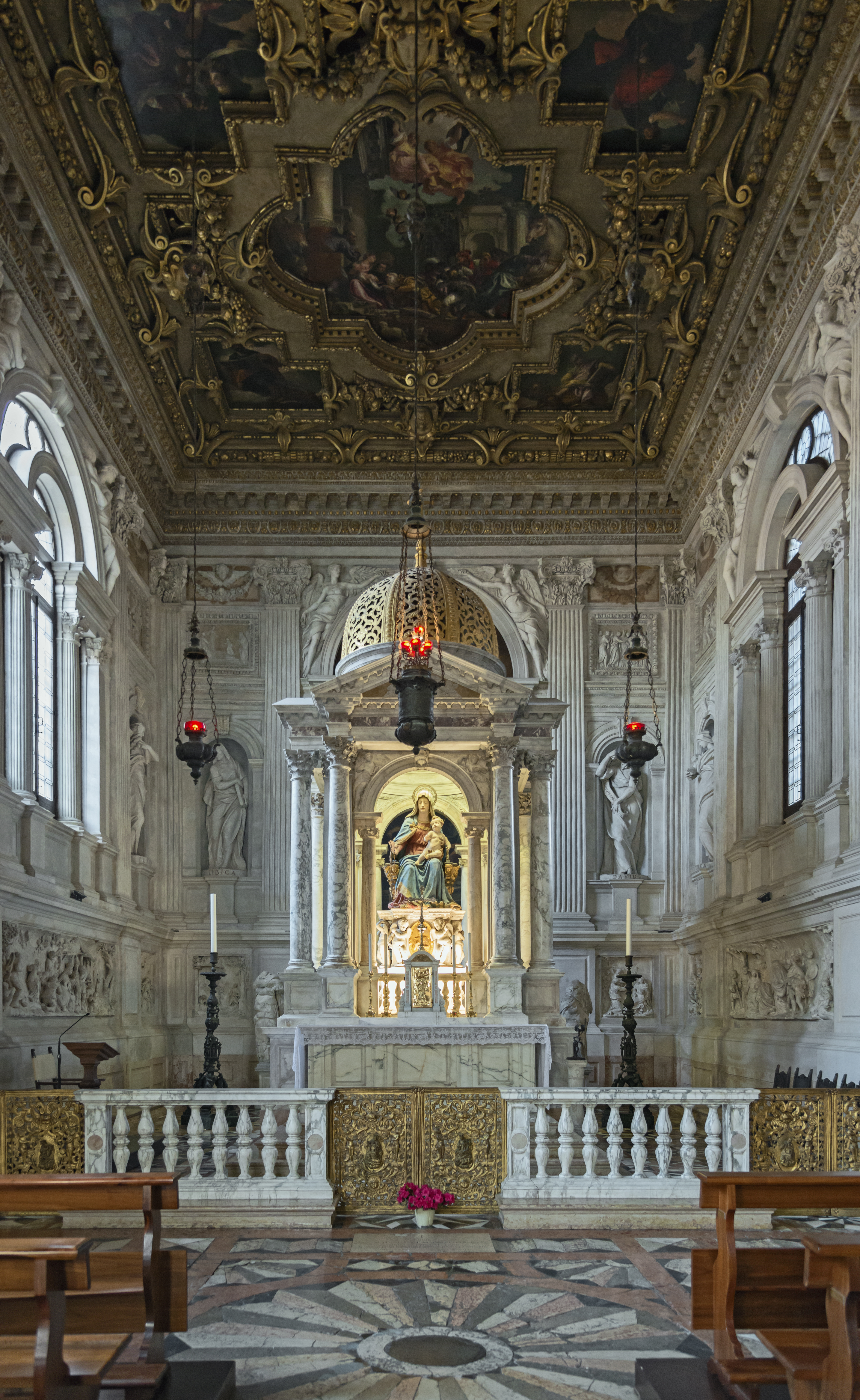
ロザリーの礼拝堂

サンティ・ジョヴァンニ・エ・パオロ聖堂（イタリア語: Santi Giovanni e Paolo, Venice）は、イタリアのヴェネツィアにあるドミニコ会の聖堂である。ヴェネツィア共和国歴代元首(ドージェ)の葬式などを執り行うなど(25人の元首がこの聖堂内に埋葬されている)、ヴェネツィア内でも大きな聖堂の1つである

## 概要
ゴシック建築を元にした煉瓦造りの巨大な聖堂であり、ヴェネツィアのドミニク会の主教会としての役割を果たしてきた。古代ローマの初期キリスト教の聖人ジョンとポール(聖使徒ヨハネおよび聖パウロとは別人)に捧げられた聖堂である。

1246年に建設が始まったが、きっかけは時のヴェネツィア共和国元首ヤコポ・ティエポロが「沼地の上を白いハトの大群が飛ぶ夢」を見た事による。ティエポロはその沼地をドミニク会へと寄贈し聖堂が建設された。新たな聖堂の建設のため1333年に古い聖堂は取り壊され、現在の聖堂は1430年に完成した。

聖堂内は、葬式用や埋葬用のモニュメントや絵画が多くあり、聖遺物としてシエナのカタリナの足などが奉納されている。

聖堂の横には、ヴェネツィア共和国の傭兵隊長だったバルトロメーオ・コッレオーニの銅像が立っている。(アンドレア・デル・ヴェロッキオ作)

鐘楼にはニ長調の音階を奏でる3つの鐘がある。

## 聖堂内の絵画・彫刻に携わった主な画家・彫刻家など
- ジョヴァンニ・ベリーニ
- ピエトロ・ロンバルド
- ロレンツォ・ロット
- ジョヴァンニ・バッティスタ・ピアッツェッタ
- アルヴィーゼ・ヴィヴァリーニ

## 主な埋葬者
ヴェネツィア共和国元首:
- ヤコポ・ティエポロ
- ロレンツォ・ティエポロ
- ジョヴァンニ・モチェニーゴ
- レオナルド・ロレダン
- セバスティアーノ・ヴェニエル

その他の著名人
- ジェンティーレ・ベリーニ(ヴェネツィア派の画家)

## 参照
- ヴェネツィアのドージェ一覧